# José Ramos Tinhorão
José Ramos Tinhorão (Santos, 7 de fevereiro de 1928 – São Paulo, 3 de agosto de 2021) foi um jornalista, crítico, ensaísta, pesquisador e historiador da música popular brasileira.

## Biografia
Nascido em São Paulo, primogênito de uma família de imigrantes ibéricos (o pai era português e a mãe, filha de espanhóis). O pai foi garçom, vendeu bilhetes de loteria e teve uma tinturaria. Afinal, foi convidado por um amigo para trabalhar no Cassino da Urca, no Rio de Janeiro, para onde a família se transferiu em 1937, quando o menino tinha nove anos.
Graduou-se pela Universidade do Brasil (atual UFRJ), na Faculdade de Direito do Rio de Janeiro, e em jornalismo, na Faculdade Nacional de Filosofia.
Em 1951, enquanto ainda estudava direito e jornalismo, começou a trabalhar como freelancer na Revista da Semana, do Rio de Janeiro, na qual assinava seus textos como J. Ramos. Em 1952, foi levado por Armando Nogueira, seu colega de faculdade, para o Diário Carioca, para atuar como revisor. Foi lá que José Ramos ganhou o apelido de "Tinhorão",  nome de uma planta ornamental tóxica, que acabou sendo acidentalmente incorporado ao seu próprio nome. O apelido foi dado por Everardo Guillon, secretário de redação do jornal, mas o batismo definitivo, em letra impressa, veio do chefe de redação, Pompeu de Sousa. Segundo o Instituto Moreira Salles, que guarda a Coleção Tinhorão, a primeira matéria assinada por "J. Ramos Tinhorão", no Diário Carioca, foi publicada em 25 de dezembro daquele ano e gerou um susto no autor, quando leu: "Reportagem de J. Ramos Tinhorão para o Diário Carioca". Procurou Pompeu de Sousa e  queixou-se: "Pompeu, você assinou com meu apelido de redação? Eu tinha colocado J. Ramos...". Com uma gargalhada, o chefe lhe respondeu: "J. Ramos é nome de ladrão de galinha. Tem um monte na lista telefônica. Tinhorão vai ser só você."
Tinhorão ficou no Diário Carioca até o final de 1958, quando foi para o Jornal do Brasil (JB), convidado por Janio de Freitas, para escrever no suplemento dominical. Dois anos depois, no contexto da criação do Caderno B, suplemento cultural do JB, Tinhorão iniciou suas atividades como pesquisador de música popular,  por encomenda de Reynaldo Jardim, criador do Caderno, que  pediu a Tinhorão que escrevesse uma série de artigos sobre a história do samba.
Já nos anos 1960, viria a adquirir a fama de crítico musical mal-humorado e implacável. Ferrenho detrator da bossa nova, colecionou, por isso, vários desafetos. Seu estilo áspero é ilustrado por um artigo de 1963, para a revista Senhor: "Filha de aventuras de apartamento com a música americana, que inegavelmente é sua mãe, a Bossa Nova padece do mesmo mal de tantas crianças de Copacabana, o bairro onde nasceu: não sabe quem é o pai." Segundo Tinhorão, a Bossa Nova representava, na música popular urbana, o "equivalente sonoro das ilusões de 'atualização' socioeconômica brasileira aos padrões do moderno capitalismo da era tecnológica". Em nome da modernidade, o Brasil passaria a rejeitar formas e gêneros populares, sendo a Bossa Nova a representação de uma "surda luta de classes, no plano da cultura de massas," o que teria, como  resultado, o rompimento da classe média com o povo.
De formação marxista e rotulado de nacionalista radical, Tinhorão introduziu a análise sociológica em suas críticas musicais. Fiel ao materialismo histórico e dialético, entendia a História como a crônica dos homens no mundo — e de suas relações com a natureza e entre si, na sociedade. Uma vez que, numa sociedade de classes, cada classe social projeta sua ideologia na cultura e que, reciprocamente, a produção cultural expressa a ideologia da classe que a engendrou, então toda cultura, numa sociedade de classes, é cultura de classe.
Sempre fundamentado na abordagem metodológica proposta por Marx, escreveu, durante os anos 1960, para diversos veículos de comunicação, além do próprio JB: Tribuna da Imprensa, Jornal dos Sports (Espírito Santo), Agora, Jornal Rural (Juiz de Fora), Singra, Revista Guaíra, do Paraná, Última Hora, Veja, Senhor, Diário Carioca, Jornal do Brasil, Cadernos de Estudos Brasileiros e O Globo. Foi colaborador de O Pasquim até 1989. Nos anos 1990, abandonou definitivamente o jornalismo e passou a se dedicar integralmente à pesquisa histórica e à produção de livros. Obteve o mestrado em história social pela Universidade de São Paulo, em 1999. De sua dissertação nasceu o livro A imprensa carnavalesca no Brasil: um panorama da linguagem cômica, editado em 2000.
Também atuou em várias emissoras de televisão (TV Rio, TV Excelsior, TV Globo)..
Permaneceu no Jornal do Brasil até 1963 e depois colaborou, como crítico, entre 1974 e 1982.  Nesse período, envolveu-se em inúmeras polêmicas com artistas da música popular brasileira, como Paulinho da Viola, Chico Buarque e Tom Jobim (que Tinhorão considerava "não um criador, mas um arranjador"). O crítico chegou mesmo a escrever que a canção "Águas de Março", de Jobim, seria plágio de um ponto de macumba recolhido em 1933 por J.B. de Carvalho (1901-1979) — que diz "é pau, é pedra, é seixo miúdo / roda baiana por cima de tudo".
Em seu livro Domingos Caldas Barbosa, o poeta da viola, da modinha e do lundu defende outra tese polêmica — a de de que o fado nasceu no Brasil, não no cais de Lisboa, e valoriza a influência dos escravos na cultura ibérica. Segundo Tinhorão, "o fado chegou a Portugal no fim do século XVIII como dança negra do Brasil. Ele contava com um intermezzo cantado. Há documentos que mostram mulheres fadistas em São Paulo já em 1740, quando nem se falava disso em Lisboa. O fado só se popularizou em Portugal por causa de Caldas Barbosa."
Em 1966, publicou o primeiro dos mais de vinte livros que viria a publicar sobre a história da música popular brasileira, Música Popular: um tema em debate.
Foi também um grande colecionador. Durante sua vida, reuniu cerca de seis mil discos de 78 rpm, lançados comercialmente entre 1902 e 1964, e mais quatro mil LPs (33 rpm), lançados entre 1960 e meados da década de 1990. Além da discoteca, o pesquisador mantinha mais de 14 000 livros sobre cultura popular, além de 35 000 documentos, fotos, filmes, partituras, rolos de pianola, folhetos, coleções de revistas e jornais  relacionados à música. Em 2001, o acervo de Tinhorão foi comprado e digitalizado pelo Instituto Moreira Salles, encontrando-se disponível na internet.

### Morte
José Ramos Tinhorão morreu na cidade de São Paulo, aos 93 anos. Ele fora internado dois meses antes, com pneumonia, e se encontrava debilitado por um acidente vascular cerebral que havia sofrido em 2018. Foi sepultado no Cemitério dos Protestantes, no bairro de Higienópolis, em São Paulo.

## Obras
- A Província e o Naturalismo (1966)
- Música Popular: um tema em debate (1966)
- O samba agora vai: a farsa da música popular brasileira no exterior (1969)
- Música Popular: cinema e teatro (1972)
- Música Popular: os índios, negros e mestiços (1972)
- Pequena História da Música Popular: da modinha à canção de protesto (1975)
- Os sons que vêm da rua
- Os sons dos negros no Brasil: cantos, danças, folguedos: origens (1988)
- Os negros em Portugal: uma presença silenciosa (1988)
- Música Popular no Romance Brasileiro (1992):
  - Séculos XVIII e XIX - Vol. 1
  - Século XX - Vol. 2
  - Século XX - Vol. 3
- Fado: dança do Brasil, cantar de Lisboa, o fim de um mito (1994)
- História social da música popular brasileira (1990)
- As origens da canção urbana (1997)
- As festas no Brasil colonial (1999)
- A Imprensa Carnavalesca no Brasil - Um panorama da linguagem cômica (2000)
- Música popular: o ensaio é no jornal (2001)
- Cultura Popular - Temas e Questões (2001);
- Domingos Caldas Barbosa, o poeta da viola, da modinha e do lundu: 1740-1800 (2004)
- O rasga: uma dança negro-portuguesa (2007)
- A Música Popular que Surge na Era da Revolução (2009)
- Música popular: do gramofone ao rádio e TV (2014)
- Festa de Negro em Devoção de Branco (2012)
- Pequena História da Música Popular (2012)
- Música e Cultura Popular: Vários Escritos sobre um Tema em Comum (2017)
- Primeiras Lições de Samba e outras mais (2018)